# Чемберлин, Эдвард
Эдвард Гастингс (Хейстингс) Чемберлин (англ. Edward Hastings Chamberlin; 18 мая 1899, Ла-Коннер, Вашингтон, США — 16 июля 1967, Кембридж, Массачусетс, США) — американский экономист, основоположник теории монополистической конкуренции, профессор экономики Мичиганского, Гарвардского и Копенгагенского университетов.

## Биография
Родился в штате Вашингтон в семье священника. Отец Эдварда Чемберлина был протестантским пастором. В 1921 году Эдвард окончил Университет Айовы. Через год в Мичиганском университете получил степень магистра. В 1927 году в Гарвардском университете защитил диссертацию по проблематике монополистической конкуренции. Вся последующая деятельность до кончины в 1967 году связана с преподаванием в университете Гарварда. Один год был посвящён работе в Бюро стратегической службы США в годы второй мировой войны и годичным преподаванием в Парижском университете сразу после окончания войны. В 1951 году осуществил поездку в западноевропейские страны для разъяснения положений своих теоретических нововведений.
В 1933 году выходит «Теория монополистической конкуренции» (англ. The Theory of Monopolistic Competition) — книга, сделавшая Чемберлина знаменитым. В течение 1933−62 годов книга переиздавалась в США 8 раз. В ней содержится всесторонняя характеристика сущности монополии, приводится убедительный анализ образования монопольной цены и монопольной прибыли.
Важной вехой в творческой и научной биографии Э. Чемберлина явилось избрание главой отделения экономической теории Гарвардского университета (1939−43), включавшего тогда в свой состав таких именитых ученых, как Василий Леонтьев, Элвин Хансен, Йозеф Шумпетер и другие. В 1948−58 годах он является редактором гарвардского «The Quarterly Journal of Economics» («Ежеквартального журнала по экономике»). В 1965 году был избран заслуженным членом Американской экономической ассоциации. В 1967 году в память о нём был издан сборник трудов экономистов под названием «Теория монополистической конкуренции: исследования взаимодействия».

## Научное наследие
Основным вкладом Эдварда Чемберлина в экономическую науку считается модель монополистической конкуренции. Однако, с развитием с конца 1950-х годов теории игр, актуальность модели Чемберлина была потеряна. Вновь о ней вспомнили в 1970-е годы, когда Пол Кругман использовал идеи монополистической конкуренции для теоретического анализа международной торговли (в рамках «новой теории международной торговли»).

### Монографии
- Theory of Monopolistic Competition, 1933.
- Monopolistic Competition Revisited, 1951.
- Towards a More General Theory of Value, 1957.
- The Theory of Monopolistic Competition: A Reorientation of the Theory of Value. — Cambridge, MA: Harvard University Press, 1962.

### Статьи
- Duopoly: Values where sellers are few // The Quarterly Journal of Economics. 1929.
- Advertising Costs and Equilibrium // Review of Economic Studies. 1944.
- Proportionality, Divisibility and Economics of Scale // The Quarterly Journal of Economics. 1948.
- An Experimental Imperfect Market // Journal of Political Economy. 1948.
- Product Heterogeneity and Public Policy // American Economic Review. 1950.
- Impact of Recent Monopoly Theory on the Schumpeterian System // The Review of Economics and Statistics. 1951.
- Full Cost and Monopolistic Competition // Economic Journal. 1952.
- The Product as an Economic Variable // The Quarterly Journal of Economics. 1953.
- On the Origin of Oligopoly // Economic Journal. 1957.
- Some Aspects of Nonprice Competition // Role and Nature of Competition (Huegy, ed.). 1954.
- Measuring the Degree of Monopoly and Competition // Monopoly and Competition and their Regulation (Chamberlin, ed.). 1954.
- The Monopoly Power of Labor // Impact of the Union (Wright, ed.). 1957.

### Переводы на русский язык
- Чемберлин Э. Теория монополистической конкуренции (Реориентация теории стоимости) / пер. с англ. Э. Г. Лейкина и Л. Я. Розовского. — М.: Экономика, 1996. — 351 с. — Серия «Экономическое наследие». — ISBN 5-282-01828-8.
- Чемберлин Э. Пропорциональность, делимость и экономия от масштаба // Вехи экономической мысли. Т. 2. Теория фирмы / Под ред. В. М. Гальперина — СПб.:Экономическая школа, 2000. — с.243—279 — 534 с.— ISBN 5-900428-49-4 (англ. Proportionality, Divisibility and Economics of Scale, 1948).